# Belgische herder
De Belgische herder is een hondenras in vier verschillende varianten:
- Groenendaeler
- Laekense herder
- Mechelse herder
- Tervuerense herder

## Geschiedenis
Belgische herders waren tot het einde van de 19e eeuw enkel als werkhonden van boeren en schaapherders bekend en vormden geen alleenstaand ras.
De Club du Chien de Berger Belge werd op 29 september 1891 in Brussel opgericht. Op 8 mei 1892 werd te Kuregem de eerste tentoonstelling voor Belgische Herders gehouden. In hetzelfde jaar werd een rasstandaard opgesteld.
In 1898 richtten L. Huyghebaert en G. Geudens in Mechelen een tweede club op, de Berger Belge Club. Na enkele ruzies over kleur, vacht en andere belangrijke eigenschappen van het ras, bleef de laatste club over. De naam veranderde later in Koninklijke Maatschappij Sint-Hubertus, de Belgische overkoepelende organisatie. Enkele jaren later werd ook de Koninklijke Groenendael Club opgericht en erkend. Op 30 maart 1990 fuseerden beide clubs.
In 1901 werd voor het eerst een Belgische Herder in het fokboek ingeschreven. De eerste geregistreerde hond was een Mechelse herder Vos de Polders.

## Uiterlijk
De Belgische herder heeft een licht skelet en een elegant uiterlijk. Hij draagt zijn kop hoog in een hoek van 90° (de Duitse herder bijvoorbeeld in een hoek van 45°), wat hem een edele uitdrukking geeft. Waar de Duitse herder rechthoekig is, dus langer dan hoog, is de Belgische herder meer vierkant gebouwd. De schofthoogte is voor teven gemiddeld 58 centimeter (tolerantie 56 tot 62 centimeter) en voor reuen gemiddeld 62 centimeter (tolerantie 60 tot 66 centimeter). Zijn gewicht is van 20 tot 30 kilogram.

## Functies
Belgische herders worden voor verscheidene doeleinden gehouden; onder andere als assistentiehond, waakhond, snuffelhond, politiehonden en reddingshonden, maar ze worden voornamelijk als huisdier gehouden. Het zijn ook de bewakingshonden van het Witte Huis.

## Gezondheid
De Belgische herder heeft over het algemeen geen last van de typische aandoeningen van middelgrote rassen, zoals heupdysplasie en elleboogdysplasie. Dit komt door zijn lichte skelet en zijn compacte bouw. Soms treedt wel epilepsie op. De meeste Belgische herders zijn tot 14 jaar actief en fit.